# Septimii
Pour les articles homonymes, voir Septimus.
Les Septimii (singulier: Septimius) sont les membres de la gens Septimia, une famille plébienne de la Rome antique, qui ne prend de l'importance qu'à la fin du IIe siècle avec l'accession à l'empire de Septime Sévère.

## Membres

### Sous la République
- Titus Septimius Sabinus, (v. -110 - ap. -74), édile curule après 74 av. J.-C.[1]
- Publius Septimius Scaevola, (v. -110 - ap. -72), sénateur, qui était l'un des juges qui auraient été soudoyés par Aulus Cluentius Habitus afin d'obtenir la condamnation de Statius Albius Oppianicus en 74 av. J.-C. Il a été condamné deux ans plus tard, apparemment pour extorsion, mais probablement en raison de ses actions lors du procès d'Oppianicus[2].
- Septimius, (v. -100 - ap. -63), partisans de Catilina, qui fut envoyer dans l'ager Picenus en 63 av. J.-C.[3]
- Lucius Septimius, (v. -100 - ap. -48), centurion aux ordres de Pompée en 67 av. J.-C., pendant la guerre contre les pirates. Il se rendit ensuite en Égypte, où il servit sous les ordres d'Aulus Gabinius, et resta au sein d'une garnison soutenant Ptolémée XII Auletes et ses successeurs. Lorsque Pompée s'enfuit en Égypte après la bataille de Pharsale, en 48 av. J.-C., Septimius tua son ancien commandant[4],[5],[6],[7].
- Caius Septimius, (v. -90 - ap. -59), secrétaire du consul Marcus Calpurnius Bibulus[8].
- Publius Septimius, (v. -100 - ap. -59), à témoigner contre Lucius Valerius Flaccus en 59 av. J.-C.[9]
- Caius Septimius, (v. -100 - ap. -45), préteur en 57 av. J.-C., augure en 45 av. J.-C., a soutenu le rappel de Cicéron d'exil[10].
- Publius Septimius, avait été questeur sous Marcus Terentius Varro, qui lui envoya trois volumes de son traité De Lingua Latina. Vitruve parle de lui à propos de Varro, indiquant que ce Septimius est probablement l'auteur de deux livres sur l'architecture[11],[12].
- Septimia, l'épouse de Sicca, un ami de Cicéron[13].
- Septimius, (v. -80 - -43), proscrit par le deuxième triumvirat en 43 av. J.-C., car sa femme entretenait une liaison avec l'un des amis de Marc Antoine. Ne réalisant pas la trahison de sa femme, Septimius s'est enfui chez elle, où elle l'a détenu jusqu'à l'arrivée de ses meurtriers[14].

### Sous le Principat

#### Septimii Aper
Les Septimii Aper sont originaires de Leptis Magna, ils sont inscrits dans la Tribu Quirina.
- (Marcus) Septimius Aper, (v.35 - ?)
  - Lucius Septimius Severus, (v.65 - ap.110);
    - Septimia Polla, (v.105 - ?)
    - Publius Septimius Geta, (v.110 - v.171)
      - Publius Septimius Geta, (v.143 - 203/4), consul II en 203;
      - Lucius Septimius Severus, (11/4/145 - 4/2/211), Auguste en 193
        - Lucius Septimius Bassianus, (4/4/188 - 8/4/217), Auguste en 198
        - Publius Septimius Geta (7/3/189 - 26/12/211) Auguste en 209

      - Septimia Octavilla, (v.150 - ?), épouse de Lucius Flavius Aper[15];
        - (Lucius) Septimius Severus Aper, (v.175 - 212), consul suffect en 209;
          - ? Lucius (Septimius Severus), (v.200 - ?)
            - Lucius Septimius Severus, (v.230 - ?)
              - Septimius Bassus, (v.270 - ap.319), préfet de Rome en 317;
                - Septimia Bassa, (v.300 - ?), épouse de Lucius Valerius Maximus Basilius;

        - Lucius Flavius Septimius Aper Octavianus, (v.180 - ap.v.205), questeur en Cyrenaique;
          - Flavia Neratia Septimia Octavilla, (v.200 - ?);

  - (Caius Septimius Aper), (v.70 - ?);
    - ? Caius Claudius Septimius Aper, (v.100 - ap.138/61), notable de Lepcis[16];
    - ? Publius Septimius Aper, (v.110 - ap.153), consul suffect en 153;
    - Caius Septimius Severus, (v.115 - ap.173/4), consul suffect en 160, proconsul d'Afrique[17],[18];
      - ? (Septimius Severus), (v.150 - ?);
        - ? Gaius Septimius Severus Aper, (v.175 - 212), consul en 207[19];

#### Septimii de Palmyre
- Nasor, (v.135 - ?);
  - Wahb-Allat, (v.170 - ?);
    - (Lucius Septimius) Hairan, (v.195 - ?);
      - (Lucius) Septimius Odaenathus, (v.220 - 267), consul suffect v.257, Roi des Rois en 263;
        - Septimius Herodianus, (v.245 - 267), Roi des Rois en 263;
        - ? Ulpia Severina, (v.255 - ap.275), épouse d'Aurélien
        - Lucius Iulius Aurelius Septimius Vaballathus Athenodorus, (v.259 - v.273), Roi des Rois en 267, Augustus de 270 à 272[20];
        - ? Herrenia Clea(...), (v. 260 - ?), épouse de (Patavinius?);
          - Lucia Septimia Patavinia Balbilla Tyria Nepotilla Odaenathiana, (v. 275 - ap. v.285)[21];

##### Famille de Zénobie
- Shamshigeram, (v.20 - ?);
  - Nashum, (v.45 - ?);
    - Maliku, (v.70 - ap.119), proèdre de Palmyre en 119[22];
      - Synèdre, (v.90 - ?);
      - Zabda, (v.95 - ?);
        - Caius Iulius Bassus Nashum, (v.115 - ?);
          - Maliku, (v.135 - ?);
            - Maliku, (v.160 - ?);
              - Iulius Aurelius Zenobios Zabdilah, (v.185 - ap.242/3);
                - ? Antiochos, (v.215 - ?);
                  - Septimia Bathzabbai Zénobie, (v.240 - v.275), épouse d'Odénat[23];

      - Nashum, (v.100 - ?);
        - N, (v.130 - ?);
          - Nashum, (v.165 - ?);
            - Maloka, (v.200 - ?);
              - Iulius Aurelius Septimius Maliku, (v.230 - ap.265), chevalier romain;

      - Shamshigeram, (v.100 - ?);
        - Tamma, (v.125 - ?);

#### Septimii d'Edesse
Sous Septime Sévère, le roi d'Édesse s'est vu octroyée la citoyenneté romaine.
- Lucius Aelius Aurelius Septimius Abgarus, (v. 140 - 211/2) roi d'Osroène en 176/7;
  - Lucius Aelius Aurelius Septimius Abgarus, (v. 165 - 213) roi d'Osroène en 212, déposé par Caracalla;
    - (Septimius) Ma'nu, (v. 185 - 239) roi titulaire d'Osroène;
      - Aelius Septimius Abgarus, (v. 205 - 248?), roi d'Osroène de 239 à 241, déposé par les Sassanides;
        - ? Lucius Septimius Mannus, (v.230 - ?), proconsul de Lycie Pamphylie;
        - ? Publius Aelius Septimius Mannus, (v. 230 - ap. v. 260), consulaire, praeses de Phrygie et de Carie;

      - Salmath;

  - Antoninus, (v. 175 - v. 201);

#### Autres
- Septimius, un ami d'Auguste et du poète Horace, qui dédia une de ses odes à Septimius[24],[25]
- Septimius, (v. -25 - ap. 14), l'un des nombreux centurions tués lors d'une révolte de soldats en Germanie, après la mort d'Auguste. Il fit appel au légat Aulus Caecina pour obtenir sa protection, mais les soldats insistèrent tellement sur le sort de Septimius que le légat finit par céder à leurs demandes[26].
- Septimius, (v. 30/5 - ap. 68), un soldat de la garde prétorienne qui tenta de protéger le préfet du prétoire Nymphidius Sabinus lorsque ses hommes l'abandonnèrent et déclara leur allégeance à Galba en Juillet 68. Septimius détourna une lance dirigée vers Nymphidius avec son bouclier, mais lorsque d'autres soldats attaqué, le préfet s'enfuit pour sauver sa vie, jusqu'à ce qu'il soit abattu par ses poursuivants[27].
- Aulus Septimius Serenus, poète lyrique, dont seuls de brefs fragments sont conservés. Son sujet semble avoir consisté en grande partie en sujets ruraux[28],[29],[30],[31],[32].
- Caius Septimius Vegetus, (v. 45 - ap. 88), préfet d'Égypte de 85 à 88 après JC[33].
- Quintus Septimius Romanus, l'auteur d'une traduction latine du Dictys Cretensis, une histoire de la guerre de Troie, apparemment écrite soit en phénicien, soit en grec en utilisant l'alphabet phénicien, et traduite en grec ordinaire sous le règne de Néron[34].
- Septimius Boethus, chevalier romain[35];
- Lucius Septimius Flaccus, (v. 140 - ap. 183), consul suffect en 183[36],[37]

- Quintus Septimius Florens Tertullianus, (v. 155 - v. 220), écrivain chrétien de langue latine.
- Caius Julius Septimius Castinus, (v. 160 - 218/9), consul suffect, assassiné sur ordre d'Héliogabale.
- Lucius Iunius Septimius Hermogenes, tribun de cohorte, ami de Lucius Valerius Maximus[38]
- Septimius Acindynus, (v. 300 - ap. 340), consul en 340;